# Meget i sløyd
Meget i sløyd är ett musikalbum med Øystein Sunde utgivet 2008 som CD på Sundes eget skivbolag, Spinner Records. Albumet återutgavs som LP 2017.

## Låtlista
1. "Sånn er'e bare" – 2:57
2. "Det var i -68" – 2:30
3. "Han hadde båt" – 2:49
4. "Å få dagen til å gå" – 4:44
5. "Sitter her og har det på G" ("Sitting on Top of the World", Trad., norsk text: Øystein Sunde) – 2:41
6. "Springar etter mere øl (i form etter Grete Roede)" – 2:01
7. "Det står skrevet i grøfta" – 3:21
8. "Sett deg i armkroken min" ("Roll in My Sweet Baby's Arms" av Charlie Montoe, norsk text: Øystein Sunde) – 2:21
9. "Dobbeltsidig tape" – 2:43
10. "Plopp" – 2:41
11. "Kom, da!" – 2:57
12. "Sentralbord-sangen" – 4:17

- Alla låtar skrivna av Øystein Sunde där inget annat anges.

## Medverkande
Musiker
- Øystein Sunde – sång, akustisk gitarr, elektrisk gitar
- Olaf "Knerten" Kamfjord – kontrabas
- Terje Kinn – banjo, körsång
- Øystein Fosshagen – fiol, mandolin
- Stein Bull-Hansen – mandolin, gitarr
- Knut Hem – dobro, trummor
- Stian Carstensen – dragspel
- Bjørn Holm – basgitarr, körsång (på "Han hadde båt")

Produktion
- Øystein Sunde – musikproducent, foto
- Per Sveinson – ljudtekniker
- Morten Lunde – mastering
- Gudrun Grydeland – foto